# Atherigona pallidipes
Atherigona pallidipes este o specie de muște din genul Atherigona, familia Muscidae, descrisă de Malloch în anul 1923. Conform Catalogue of Life specia Atherigona pallidipes nu are subspecii cunoscute.